# Escalopa a la bolonyesa
L'escalopa a la bolonyesa (en italià: cotoletta alla bolognese) és un plat tradicional de la ciutat italiana de Bolonya. També és coneguda pell nom de "Petroniana", per Petroni, bisbe del segle v i sant patró de la ciutat.
Consisteix en una escalopa vedella (scannello o sottonoce) passada per ou, farina i pa ratllat. Primer es fregeix en llard o mantega, després es cobreix amb una llesca de pernil i un grapat de formatge parmesà, després es ruixa breument amb brou de carn per aromatitzar-ho i humitejar-ho i, finalment, es cou al forn fins que el formatge s'hagi fos.
La recepta va ser registrada a l'Acadèmia Italiana de Cuina de la Cambra de Comerç de Bolonya el 14 d'octubre de 2004.